# Presque (film)
Pour plus de détails, voir Fiche technique et Distribution.
Presque est un film franco-suisse réalisé par Bernard Campan et Alexandre Jollien et sorti en 2021.
Il est présenté dans des festivals en 2021 avant sa sortie dans les salles françaises le 19 janvier 2022.

## Synopsis
Louis (Bernard Campan), croque-mort, rencontre Igor, une personne handicapée (Alexandre Jollien), après un accident de la route. Par un concours de circonstances, ils voyagent ensemble de Lausanne à Montpellier dans le corbillard contenant la dépouille d'une certaine Madeleine et de l'urne de son fils de 17 ans. Une série d'événements les séparent de la cérémonie funéraire. Ils participent à une soirée d'enterrement de jeune fille ; Louis commande une escorte mais s'en détourne ; la jeune prostituée offre ses services à Igor ; Louis offre à Igor un costume de circonstance. Lors de l'arrivée au cimetière, on comprend que Madeleine est l'ancienne belle-mère de Louis, qui prononce un discours d'adieu déchirant.

## Fiche technique
Sauf indication contraire, les informations mentionnées dans cette section peuvent être confirmées par les bases de données cinématographiques IMDb et Allociné,  présentes dans la section « Liens externes ».
- Titre français : Presque
- Titre anglais : Beautiful Minds
- Réalisation : Bernard Campan et Alexandre Jollien
- Scénario : Bernard Campan, Alexandre Jollien et Hélène Grémillon
- Musique : Niklas Paschburg
- Costumes : Camille Rabineau
- Photographie : Christophe Offenstein
- Montage : Annette Dutertre
- Production : Philippe Godeau
- Coproduction : Matthieu Henchoz, Nathalie Gastaldo-Godeau
- Sociétés de production : JMH Productions et Pan Européenne
- Sociétés de distribution : JMH Distributions, Pan Européenne, Apollo Films Distribution
- Budget : 3,79 millions d'euros
- Pays de production :  France,  Suisse
- Langue originale : français
- Format : Couleur, 2.35:1
- Genre : comédie dramatique, road movie
- Durée : 91 minutes
- Dates de sortie : 
  - France : 25 août 2021 (avant-première du Festival du film francophone d'Angoulême)[4]
  - France : 18 octobre 2021 (avant-première du Festival du cinéma méditerranéen de Montpellier)[5],[6]
  - France : 15 décembre 2021 (Les Arcs Film Festival)[7]
  - France : 26 janvier 2022[8]
  - Suisse romande : 19 janvier 2022[9]
  - Suisse alémanique : 7 avril 2022[9]
- Classification :
  - Suisse : interdit aux moins de 10 ans lors de sa sortie[10]

## Distribution
Sauf indication contraire, les informations mentionnées dans cette section peuvent être confirmées par les bases de données cinématographiques IMDb et Unifrance,  présentes dans la section « Liens externes ».
- Bernard Campan : Louis Caretti, croque-mort
- Alexandre Jollien : Igor Parat, livreur en tricycle de fruits et légumes bio
- Tiphaine Daviot : Cathy
- Julie-Anne Roth : Nicole, employée de Louis
- La Castou : mère d'Igor
- Marilyne Canto : Judith, ex-épouse de Louis
- Sofiia Manousha : Natasha
- Laëtitia Eïdo : Patricia
- Maurice Aufair : homme formulaire
- Safi Martin Yé : aide-soignante de l'hôpital
- Marie Benati : la prostituée
- Anne-Valérie Payet : Caroline
- Marie Petiot : Bérangère
- Roméo Henchoz : Primeur employeur d'Igor
- Joachim Chappuis : Joachim
- Annie Christ : dame chausson
- Catherine Guggisberg : fille dame chausson
- Rosetta Aghiba : Madeleine, mère de Judith, ex-belle-mère de Louis
- Barbara Tobola : infirmière
- Franck Semelet : médecin de l'hôpital

## Production
C'est des suites de leur rencontre que l'idée du film est née. Dans leur entretien de promotion, Bernard Campan avance que l'idée de faire un film est venue de Philippe Godeau. Ce n'est que plusieurs années après qu'Alexandre Jollien se présente à Bernard Campan avec le synopsis du scénario. Une partie du scénario reprend des traits de l'existence, de l'amitié entre les deux acteurs et réalisateurs.
Les prises de vues démarrent le 3 février 2020 avant d'être interrompues le mois suivant en raison de la pandémie de Covid-19. Elles reprennent en juin 2020. Le tournage a lieu en partie dans l'Hérault, notamment au bord du Lac du Salagou, à Pézenas et Montpellier. Une autre partie du tournage a lieu en Suisse, notamment dans le canton de Vaud, en particulier à Lausanne et à l’hôpital de Morges.

## Musique
Sauf indication contraire, les informations mentionnées dans cette section peuvent être confirmées par la base de données cinématographiques IMDb,  présente dans la section « Liens externes ».
- Femme que j'aime (chanté par le groupe de filles en karaoké).

## Accueil

### Critique
Le film est accueilli par une critique généralement favorable. La Croix, par exemple, voit une « tendre sincérité » chez Bernard Campan et une « candeur espiègle » chez Alexandre Jollien. Les qualificatifs tels que « tendre » (Le Monde), « sympathique » (L'Obs), « sincère », ressortent régulièrement dans la presse, mais aussi parfois d'autres points, négatifs ceux-là. Ainsi, Le Dauphiné libéré, tout en reconnaissant une « évidente sincérité » au film, regrette tout de même que son scénario soit trop « prévisible », tout comme La Voix du Nord, Première ou Cineman,.
Sur le site Allociné, la presse donne la note moyenne de 3,5/5 pour 17 titres, les spectatrices et spectateurs octroient au film la moyenne de 4,3/5 pour 1 329 notes et 274 critiques.

### Box-office
Lors de sa sortie en France, le 26 janvier 2022, le film est 3e du box-office avec 18 841 entrées, dont 5 043 avant-premières pour 443 copies. Au bout d'une semaine, la comédie dramatique se classe première du classement avec 151 276 entrées devant le blockbuster américain Spider-Man: No Way Home (150 691) et le drame français Adieu monsieur Haffmann (137 914). Pour sa 2e semaine d'exploitation, le long-métrage repasse derrière Spider-Man à la 5e position du classement pour un nombre d'entrées cumulées de 275 673. Après 5 semaines d'exploitation en France, le film cumule 452 300 entrées.
| Pays ou région | Box-office      | Date d'arrêt du box-office | Nombre de semaines |
| -------------- | --------------- | -------------------------- | ------------------ |
| France         | 485 268 entrées | 12 avril 2022              | 11                 |
| Total mondial  | 3 617 804 $     | -                          | -                  |

## Distinctions
- Les Arcs Film Festival : prix « Déplacer Les Montagnes »[7]